# Bohumilice (Znojmo)
Bohumilice (německy Pumlitz) jsou vesnice, součást města Znojma v Jihomoravském kraji. Do roku 1968 se také jednalo o samostatné katastrální území.

## Historie
Poprvé jsou Bohumilice zmiňovány k roku 1195. Ves po většinu své historie patřila Louckému klášteru. Od zrušení patrimoniální správy v polovině 19. století byly Bohumilice samostatnou obcí. Jádro vsi je tvořeno trojúhelníkovitou návsí (dnešní ulice Bohumilická), v jejímž severozápadním rohu stojí na mlýnském náhonu Dyje bohumilický mlýn. Zástavbu obchází z jihu cesta z Nesachleb do Oblekovic (dnešní ulice Oblekovická). Na křižovatce ulic Bohumilické a Oblekovické stojí kaple Nejsvětější Trojice.
Na konci 40. let 20. století byly Bohumilice i se sousedními Nesachleby, s nimiž jsou stavebně propojeny dnešní ulicí Oblekovickou, připojeny k Oblekovicím. Společně s nimi jsou od roku 1976 součástí Znojma. Katastrální území Bohumilic bylo zrušeno v roce 1968 a jeho plocha přičleněna k oblekovickému katastru. Bohumilice si i po sloučení zprvu udržely status místní části, o který přišly v roce 1986.

## Obyvatelstvo
| 1869 | 1880 | 1890 | 1900 | 1910 | 1921 | 1930 | 1950 | 1961 | 1970 | 1980 | 1991 | 2001 | 2011 |
| ---- | ---- | ---- | ---- | ---- | ---- | ---- | ---- | ---- | ---- | ---- | ---- | ---- | ---- |
| 334  | 337  | 365  | 349  | 355  | 295  | 298  | 234  | 226  | 191  | 232  | —    | —    | —    |

## Galerie

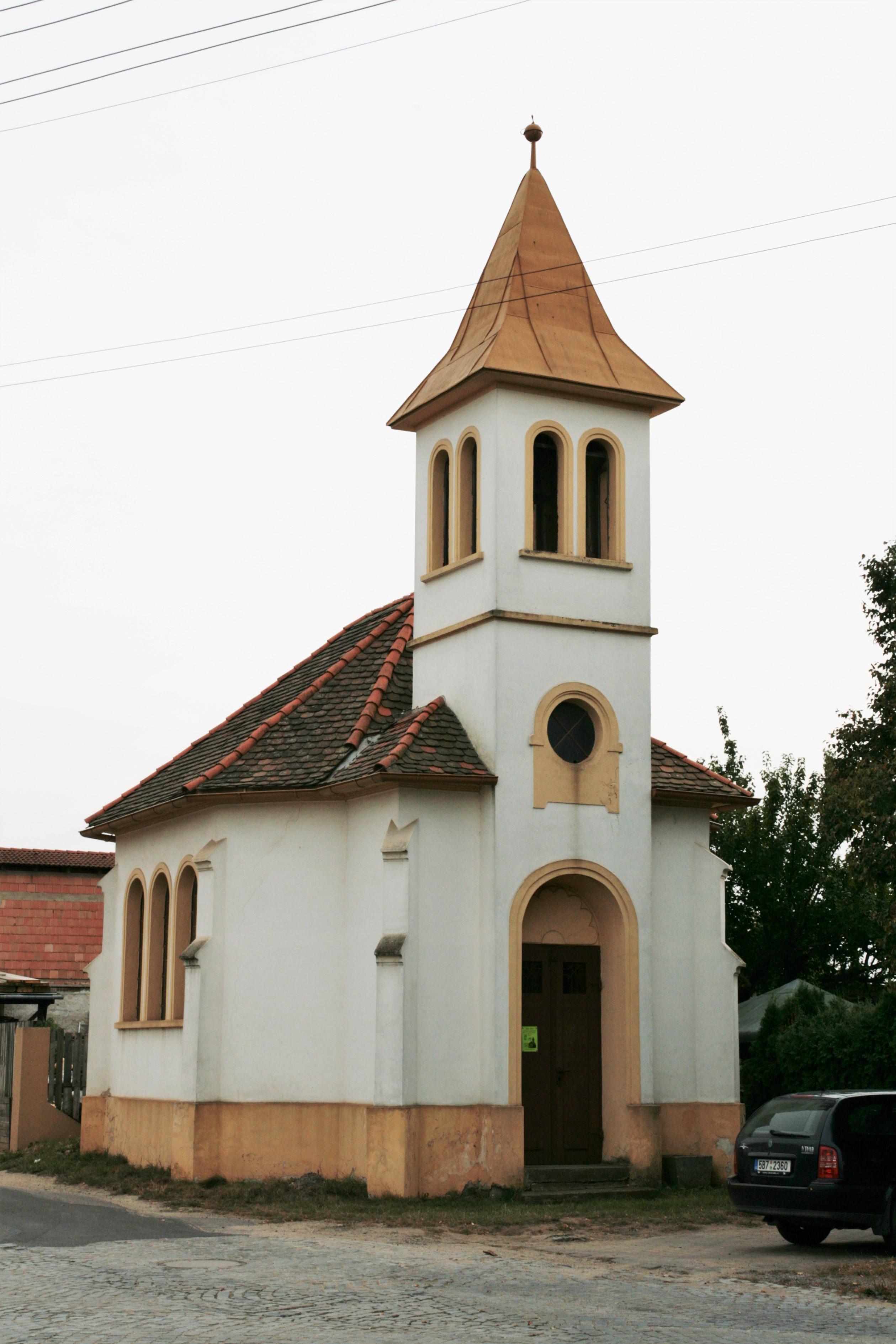
Kaple Nejsvětější Trojice
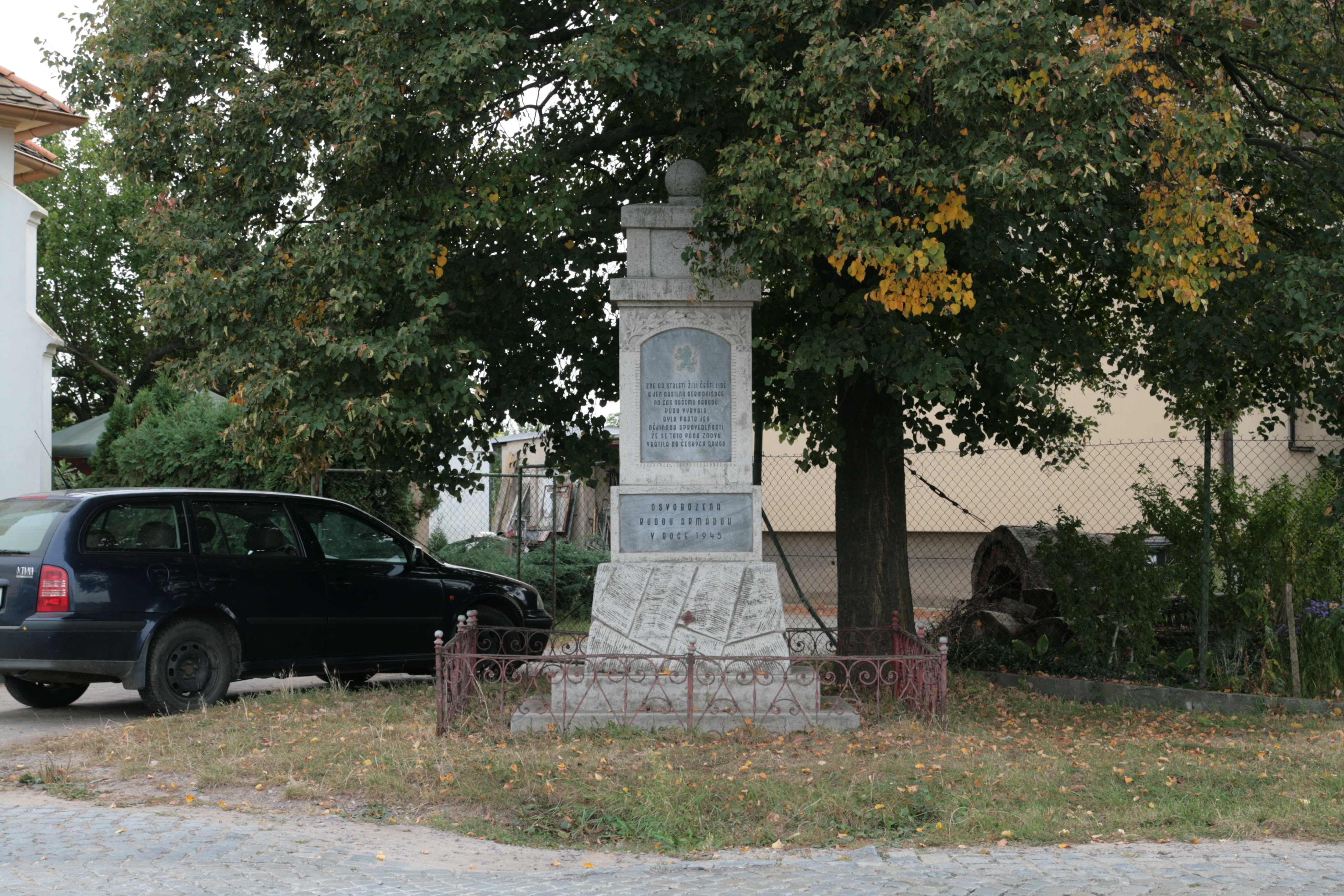
Památník osvobození
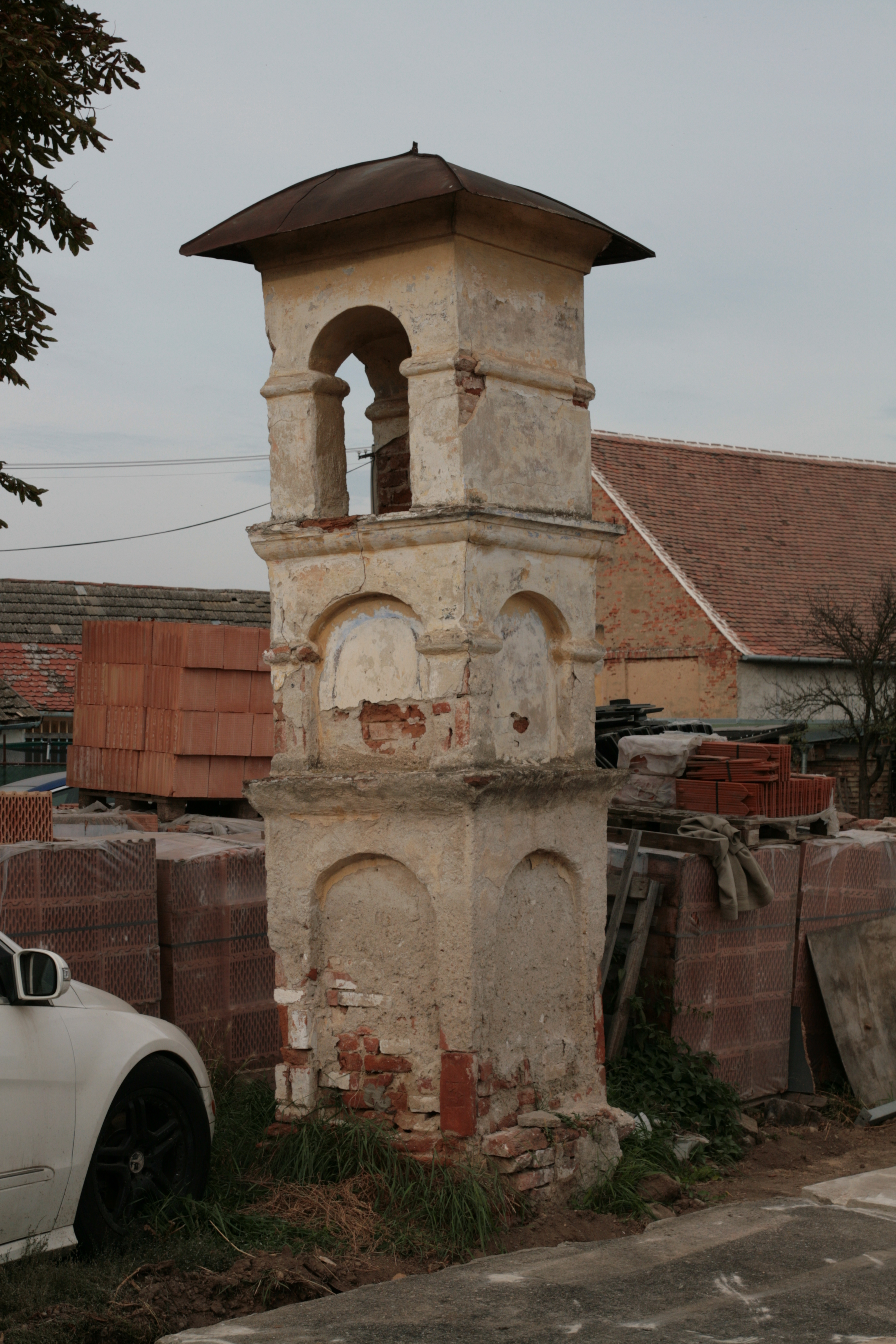
Boží muka